# Misión jesuítica de Santa María la Mayor

Situación de las más importantes reducciones, con las divisiones políticas actuales.

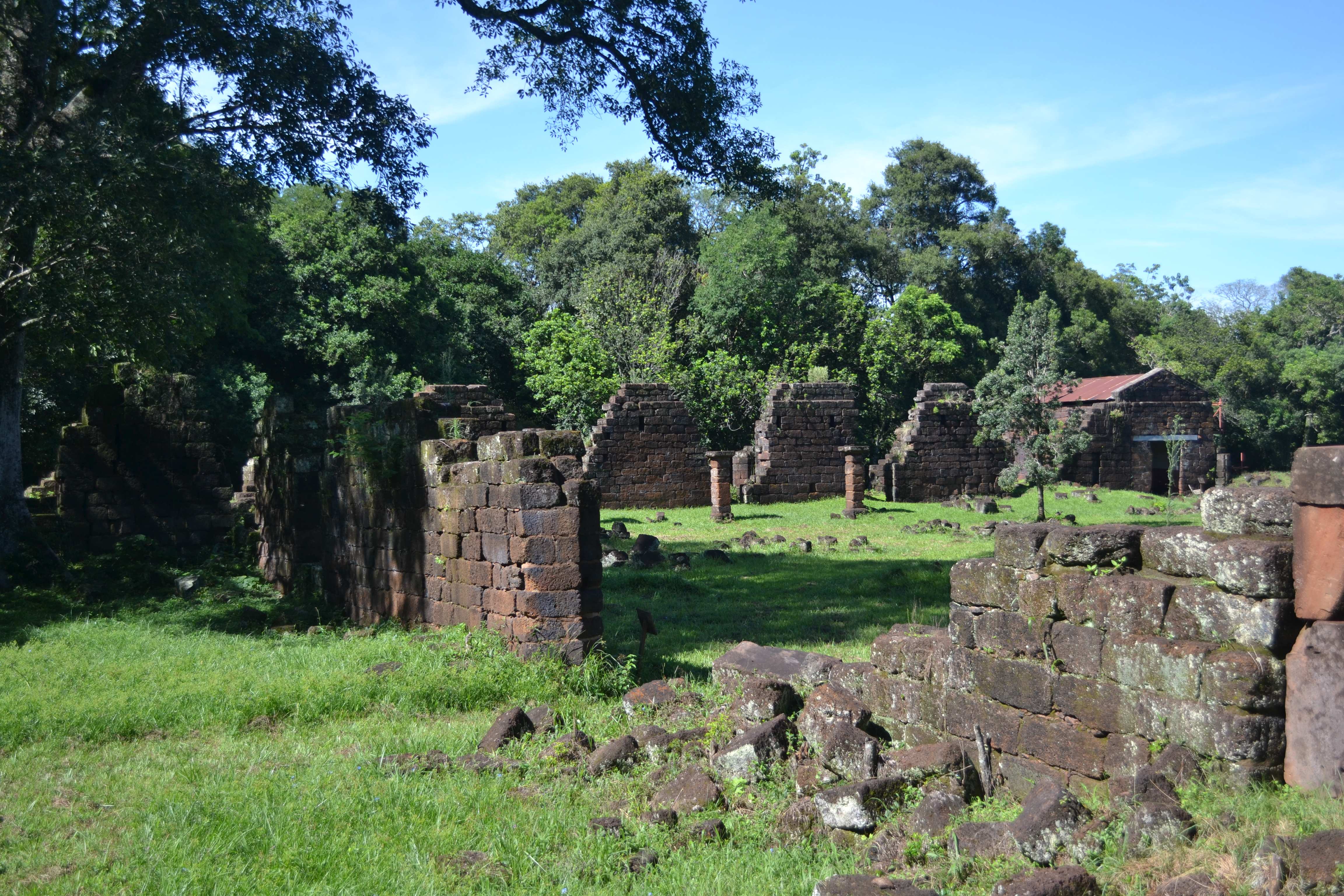
Viviendas y Capilla. Vista desde la Iglesia.

La Misión de Santa María la Mayor está situada en el municipio de Santa María, en la provincia de Misiones, en la Argentina. Era una de las Misiones o reducciones fundada en el siglo XVII por los Jesuitas en América durante la colonización española de América.
La reducción jesuítica de Santa María la Mayor fue fundada en el año 1626, llegando a albergar hacia 1744 a 993 habitantes. Fue abandonada cuando los jesuitas fueron expulsados de todos los dominios de la corona de España, incluyendo los de ultramar, en el año 1767. En 1984 las ruinas brasileñas de San Miguel de las Misiones, que ya había sido declarada Patrimonio de la Humanidad por la Unesco en 1983, fue extendida para incluir las misiones de San Ignacio Miní, Santa Ana, Nuestra Señora de Loreto y Santa María la Mayor, convirtiéndose en un único sitio transfronterizo. Las ruinas han sido restauradas y se las puede ver sobre la ruta provincial N.º 2 Costera del río Uruguay en la provincia de Misiones, Argentina. Entre sus instalaciones cuenta con un centro de visitantes que atiende al público en general y a investigadores.
En esta misión nació y vivió Nicolás Yapuguaý  ('Japugua'ỹ', escrito en según la norma guaraní) fue un cacique de esta reducción, un erudito guaraní, tipógrafo, escritor, grabador y orador. A su vez, fue el literato de mayor producción en lengua guaraní. Yapuguaý conocía el castellano, el guaraní y el latín perfecctamente. Fue encargado de enseñar el guaraní a los curas jesuitas y diseñó las famosas Tablas de Parentesco o consanguinidad de algunas parcialidades guaraníes Debido a esto último, es considerado como el primer antropólogo social de la zona de Río de la Plata y posiblemente de Sudamérica”, según Poujade. Su apellido significa "el verídico", literalmente significa "carente/falto de mentira".